# Chuck Hayes
Charles Edward "Chuck" Hayes, Jr. é um jogador de basquetebol profissional que atualmente joga no Toronto Raptors da NBA.

## Estatísticas na NBA

### Temporada Regular
| Ano      | Equipe           | PJ  | PT  | MPJ  | AP   | 3P   | LL   | RT  | AS  | BR  | TO  | PPJ |
| -------- | ---------------- | --- | --- | ---- | ---- | ---- | ---- | --- | --- | --- | --- | --- |
| 2005-06  | Houston Rockets  | 40  | 0   | 13.4 | .562 | .000 | .644 | 4.5 | 0.4 | 0.7 | 0.4 | 3.7 |
| 2006-07  | Houston Rockets  | 78  | 43  | 22.0 | .573 | .000 | .618 | 6.7 | 0.6 | 0.9 | 0.2 | 5.6 |
| 2007-08  | Houston Rockets  | 79  | 44  | 19.9 | .511 | .000 | .458 | 5.4 | 1.2 | 1.1 | 0.5 | 3.0 |
| 2008-09  | Houston Rockets  | 71  | 1   | 12.1 | .372 | .000 | .368 | 3.5 | 0.6 | 0.5 | 0.3 | 1.3 |
| 2009-10  | Houston Rockets  | 82  | 82  | 21.6 | .489 | .000 | .545 | 5.7 | 1.7 | 0.9 | 0.5 | 4.4 |
| 2010-11  | Houston Rockets  | 74  | 63  | 28.1 | .527 | .000 | .662 | 8.1 | 2.7 | 1.1 | 0.7 | 7.9 |
| 2011-12  | Sacramento Kings | 54  | 9   | 19.2 | .429 | .000 | .667 | 4.3 | 1.4 | 0.7 | 0.3 | 3.2 |
| 2012-13  | Sacramento Kings | 74  | 1   | 16.3 | .442 | .000 | .625 | 4.0 | 1.5 | 0.4 | 0.2 | 2.7 |
| 2013-14  | Sacramento Kings | 16  | 1   | 11.2 | .438 | .000 | .714 | 2.9 | 0.4 | 0.7 | 0.1 | 2.1 |
| 2013-14  | Toronto Raptors  | 45  | 0   | 12.8 | .429 | .000 | .833 | 3.6 | 0.6 | 0.5 | 0.2 | 2.2 |
| 2013-14  | Total            | 61  | 1   | 12.3 | .431 | .000 | .800 | 3.4 | 0.6 | 0.6 | 0.2 | 2.2 |
| Carreira |                  | 613 | 244 | 18.8 | .498 | .000 | .620 | 5.2 | 1.2 | 0.8 | 0.4 | 3.8 |

### Playoffs
| Ano      | Equipe          | PJ | PT | MPJ  | AP   | 3P   | LL    | RT  | AS  | BR  | TO  | PPJ |
| -------- | --------------- | -- | -- | ---- | ---- | ---- | ----- | --- | --- | --- | --- | --- |
| 2006-07  | Houston Rockets | 7  | 7  | 28.1 | .706 | .000 | .400  | 6.4 | 0.4 | 1.3 | 0.4 | 3.7 |
| 2007-08  | Houston Rockets | 6  | 0  | 18.0 | .636 | .000 | .000  | 4.7 | 0.8 | 0.5 | 1.0 | 2.3 |
| 2008-09  | Houston Rockets | 13 | 4  | 13.3 | .476 | .000 | .000  | 3.0 | 0.8 | 1.0 | 0.2 | 1.5 |
| 2013-14  | Toronto Raptors | 5  | 0  | 7.6  | .250 | .000 | 1.000 | 1.6 | 0.4 | 0.6 | 0.0 | 1.2 |
| Carreira |                 | 31 | 11 | 16.7 | .544 | .000 | .571  | 3.9 | 0.6 | 0.9 | 0.4 | 2.1 |